# Biomimetische architectuur
Biomimetische architectuur is een tak van de biomimetica. Het werd gedefinieerd en gepopulariseerd door Janine Benyus in haar boek uit 1997 (Biomimicry: Innovation Inspired by Nature).
Levende wezens hebben zich tijdens de evolutie door mutatie, recombinatie en selectie aangepast aan een voortdurend veranderende omgeving. De kerngedachte van de biomimetica is dat de bewoners van de natuur, inclusief dieren, planten en microben, de meeste ervaring hebben met het oplossen van problemen. Deze bewoners hebben al de meest geschikte manieren hebben gevonden om het in hun omgeving vol te houden. Op dezelfde manier zoekt biomimetische architectuur naar oplossingen voor het bouwen van duurzaamheid die aanwezig is in de natuur, niet alleen door hun natuurlijke vormen te repliceren, maar ook door de regels te begrijpen die voor die vormen gelden.
In de 21e eeuw is er sprake van een verspilling van energie als gevolg van inefficiënte gebouwontwerpen, naast het overmatig gebruik van energie tijdens de operationele fase van de levenscyclus ervan. Tegelijkertijd hebben recente ontwikkelingen op het gebied van fabricagetechnieken, computationele beeldvorming en simulatietools nieuwe mogelijkheden geopend om de natuur op verschillende architectonische schaalniveaus na te bootsen. Als gevolg hiervan is er een groei geweest in het bedenken van innovatieve ontwerpbenaderingen en oplossingen om energieproblemen tegen te gaan. Biomimetische architectuur is een van deze benaderingen van duurzaam ontwerpen die een reeks principes volgt, in plaats van stilistische codes. Het gaat verder dan het gebruik van de natuur als inspiratie voor de esthetische componenten van de gebouwde vorm. In plaats daarvan probeert de discipline de natuur te gebruiken om problemen op vlak van functioneren en energiebesparing op te lossen.

## Geschiedenis

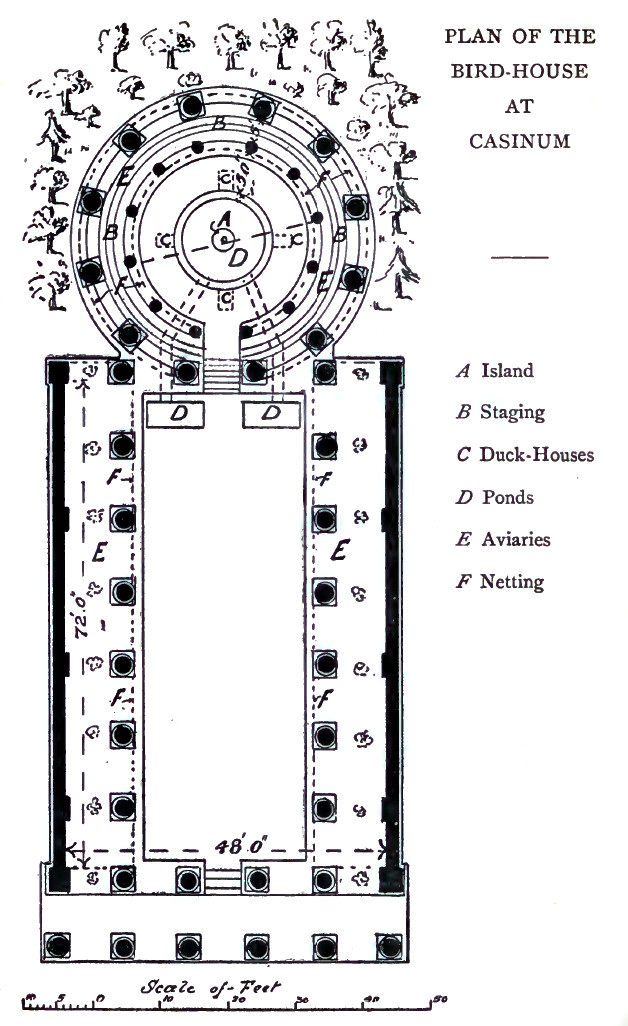
Vogelhuis bij Casinum

Architectuur putte al lang uit de natuur als inspiratiebron. Biomorfisme is mogelijk ontstaan met het begin van door de mens gemaakte omgevingen en is nog steeds aanwezig. De oude Grieken en Romeinen verwerkten natuurlijke motieven in het ontwerp, zoals de op bomen geïnspireerde kolommen. Laatantieke en Byzantijnse arabeske ranken zijn gestileerde versies van de acanthusplant. Varro's volière in Casinum uit 64 voor Christus reconstrueerde een wereld in miniatuur. Aan een kant was een vijver omgeven door een koepelvormig bouwwerk waarin allerlei vogels zaten. Een stenen zuilengalerij had tussenliggende kolommen met levende bomen.
De Sagrada Família-kerk van Antoni Gaudí, begonnen in 1882, is een bekend voorbeeld van het gebruik van de functionele vormen van de natuur om een structureel probleem op te lossen. Hij gebruikte kolommen die vertakkende boomkruinen modelleerden, om statische problemen bij het ondersteunen van het gewelf op te lossen.

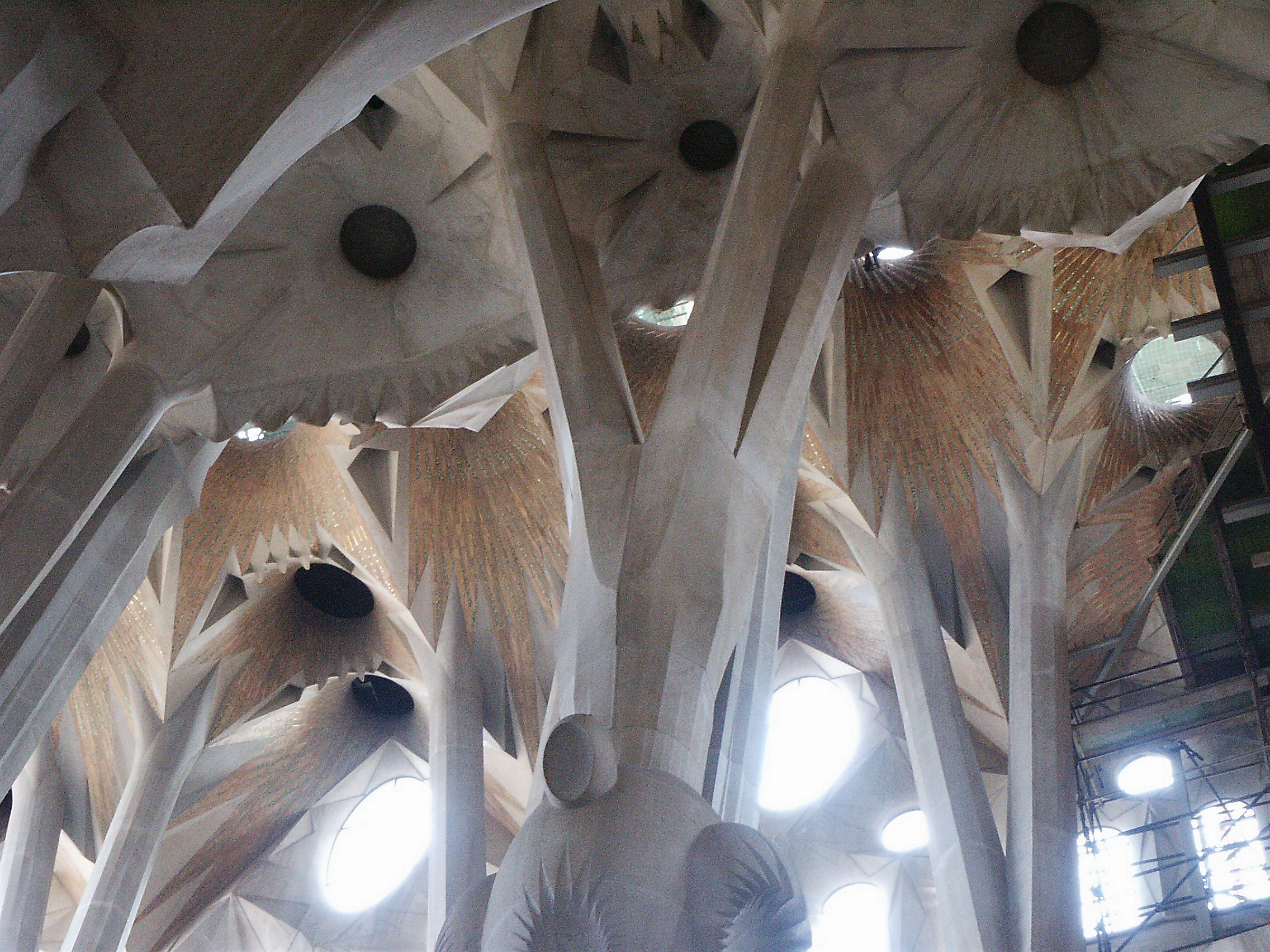
Sagrada Familia-bogen

Organische architectuur maakt gebruik van op de natuur geïnspireerde meetkundige vormen in het ontwerp en probeert de mens opnieuw te verbinden met zijn of haar omgeving. Kendrick Bangs Kellogg en Daniel Liebermann zijn twee voorbeelden van personen die pleiten voor organische architectuur. Organische architecten gebruiken door de mens gemaakte oplossingen met een op de natuur geïnspireerde esthetiek om een bewustzijn van de natuurlijke omgeving tot stand te brengen, in plaats van te vertrouwen op de oplossingen van de natuur om de problemen van de mens te beantwoorden.
Metabolistische architectuur, een beweging die na de Tweede Wereldoorlog in Japan aanwezig was, benadrukte het idee van eindeloze verandering in de biologische wereld. Metabolisten stelden flexibele architectuur en dynamische steden voor. Deze konden voldoen aan de behoeften van een veranderende stedelijke omgeving. De stad wordt hierbij vergeleken met een menselijk lichaam, in die zin dat de afzonderlijke componenten ervan worden gecreëerd en verouderd raken, maar de entiteit als geheel blijft zich ontwikkelen. Net als de individuele cellen van een menselijk lichaam die groeien en sterven (hoewel het menselijk lichaam blijft leven), bevindt ook de stad zich in een voortdurende cyclus van groei en verandering. De methodologie van de metabolisten beschouwt de natuur als een metafoor voor het door de mens gemaakte. Kisho Kurokawa's Helix City is gemodelleerd naar DNA, maar gebruikt het als een structurele metafoor in plaats van als een instrument voor genetische codering.

## Kenmerken
De term biomimetische architectuur verwijst naar de studie en toepassing van bouwprincipes die voorkomen in natuurlijke omgevingen en soorten, en worden vertaald in het ontwerp van duurzame oplossingen voor architectuur. Biomimetische architectuur gebruikt de natuur als model, maatstaf en mentor voor het bieden van architecturale oplossingen op verschillende schaalniveaus. Die oplossingen zijn geïnspireerd door natuurlijke organismen, die soortgelijke problemen in de natuur reeds hebben opgelost. Het gebruik van de natuur als maatstaf verwijst naar het gebruik van een ecologische standaard voor het meten van de duurzaamheid en de efficiëntie van door de mens gemaakte innovaties. De term mentor verwijst naar het leren van natuurlijke principes en het gebruik van de biologie als inspiratiebron.
Biomorfe architectuur verwijst daarentegen naar het gebruik van formele en meetkundige elementen uit de natuur, als inspiratiebron voor esthetische eigenschappen in ontworpen architectuur. Biomorfe architectuur hoeft niet noodzakelijkerwijs niet-fysieke of economische functies te bezitten. Een historisch voorbeeld van biomorfe architectuur dateert uit de Egyptische, Griekse en Romeinse cultuur, waarbij boom- en plantvormen werden gebruikt in de versiering van structurele kolommen.
Binnen de biomimetische architectuur kunnen twee basisbenaderingen worden onderscheiden, namelijk de bottom-up benadering (biology push) en de top-down benadering (technology pull). De grens hiertussen is vaag, waarbij de mogelijkheid bestaat om tussen de twee benaderingen over te stappen, afhankelijk van individuele gevallen. Biomimetische architectuur wordt doorgaans uitgevoerd in interdisciplinaire teams. In de bottom-up benadering is het uitgangspunt een resultaat van biologisch onderzoek dat veelbelovend is voor biomimetische implementatie. Een voorbeeld hiervan is het ontwikkelen van een biomimetisch materiaalsysteem na de kwantitatieve analyse van de mechanische, fysische en chemische eigenschappen van een biologisch systeem. Bij de top-down benadering wordt gezocht naar biomimetische innovaties voor reeds bestaande ontwikkelingen die succesvol op de markt zijn gebracht. De samenwerking richt zich op het verbeteren of  verder ontwikkelen van een bestaand product.

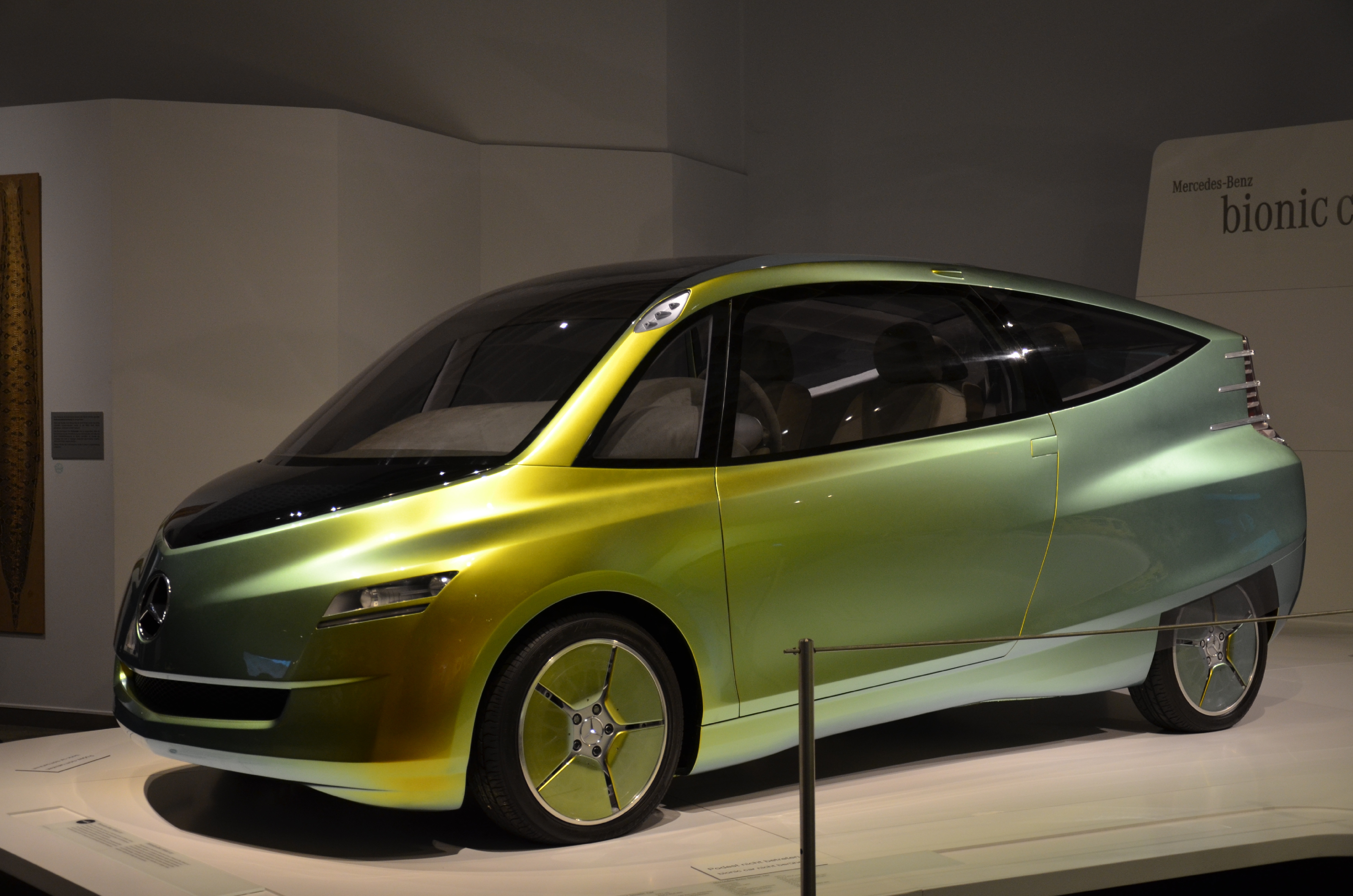
Bionische auto

Het nabootsen van de natuur vereist inzicht in de verschillen tussen biologische en technische systemen. Hun respectievelijke ontwikkeling is verschillend: biologische systemen evolueren al miljoenen jaren, terwijl de technische systemen zich pas een paar honderd jaar ontwikkelen. Biologische systemen zijn geëvolueerd op basis van hun genetische codes die worden beheerst door natuurlijke selectie, terwijl technische systemen zich hebben ontwikkeld op basis van menselijk ontwerp voor het uitvoeren van functies. Over het algemeen zijn functies in technische systemen erop gericht een systeem te ontwikkelen als resultaat van ontwerp. In biologische systemen kunnen functies af en toe het gevolg zijn van een onsystematische genetische evolutionaire verandering. Zo'n functie is niet vooraf ingesteld. De verschillen tussen technische en biologische systemen zijn groot: technische systemen functioneren binnen uitgestrekte omgevingen, terwijl biologische systemen binnen beperkte leefomstandigheden werken.

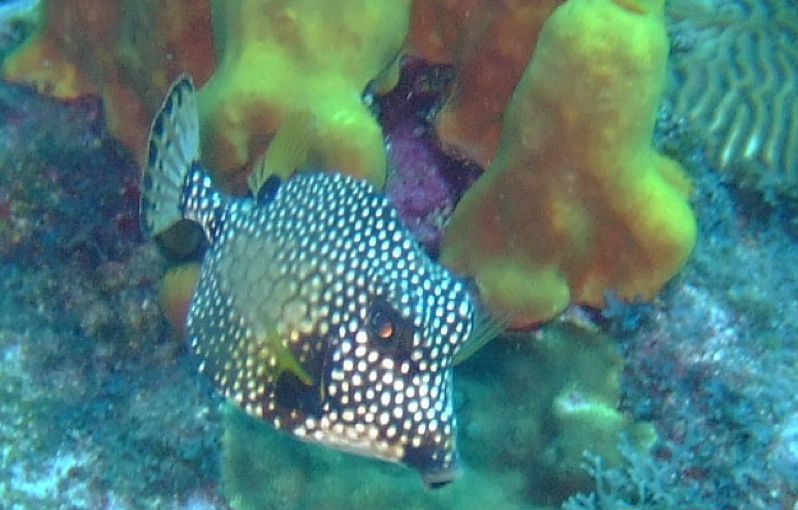
Doosvissen op Cobblers Reef

Architectonische innovaties die inspelen op de architectuur hoeven niet op een plant of een dier te lijken. Waar vorm intrinsiek is aan de functie van een organisme, kan een gebouw dat is gemodelleerd naar de processen van een levensvorm er ook uitzien als het organisme. Architectuur kan natuurlijke vormen, functies en processen nabootsen. Hoewel het een eigentijds concept is in een technologisch tijdperk, impliceert biomimetica niet de integratie van technologie in de architectuur. Als reactie op eerdere architecturale bewegingen streeft de biomimetische architectuur ernaar om te evolueren naar verhogingen van de hulpbronnenefficiëntie, te werken in een gesloten lusmodel in plaats van lineair (werk in een gesloten cyclus die geen constante inname van hulpbronnen nodig heeft om te functioneren), en te vertrouwen op zonne-energie in plaats van fossiele brandstoffen. De ontwerpaanpak kan werken vanuit ontwerp naar natuur of vanuit natuur naar ontwerp. Design to nature betekent het identificeren van een ontwerpprobleem en het vinden van een parallel probleem in de natuur voor een oplossing. Een voorbeeld hiervan is de bionische auto van DaimlerChrysler, die naar de doosvis keek om een aerodynamisch chassis te bouwen. De nature to design-methode is een oplossingsgericht, biologisch geïnspireerd ontwerp. Ontwerpers beginnen met een specifieke biologische oplossing in gedachten en passen deze toe op het ontwerp. Een voorbeeld hiervan is Sto's Lotusan-verf, die zelfreinigend is. Het idee is gebaseerd op de heilige lotus, die schoon uit moerassig water tevoorschijn komt.

### Drie niveaus van mimetica
Biomimetica kan op drie niveaus werken: organisme, gedrag en ecosysteem. Gebouwen op organismeniveau bootsen een specifiek organisme na. Alleen op dit niveau werken zonder na te bootsen hoe het organisme deelneemt aan een grotere context, is mogelijk niet voldoende om een gebouw te produceren dat goed integreert met zijn omgeving, omdat een organisme altijd functioneert en reageert op een grotere context. Op gedragsniveau bootsen gebouwen na hoe een organisme zich gedraagt of zich verhoudt tot zijn grotere context. Op het niveau van het ecosysteem bootst een gebouw het natuurlijke proces en de cyclus van de grotere omgeving na. Ecosysteemprincipes stellen dat ecosystemen: 
- afhankelijk zijn van hedendaags zonlicht;
- het systeem optimaliseren in plaats van de componenten ervan;
- afgestemd zijn op en afhankelijk van lokale omstandigheden;
- divers zijn qua componenten, relaties en informatie;
- omstandigheden creëren die gunstig zijn voor duurzaam leven;
- zich aanpassen en evolueren op verschillende niveaus en met verschillende snelheden.

Dit betekent dat een aantal componenten en processen een ecosysteem vormen en dat ze met elkaar moeten samenwerken in plaats van tegen elkaar, zodat het ecosysteem soepel kan functioneren. Als architectonisch ontwerp de natuur op ecosysteemniveau wil nabootsen, moet het deze zes principes volgen.

## Voorbeelden van biomimetica in de architectuur

### Organismeniveau
Op organismeniveau kijkt de architectuur naar het organisme zelf en past zijn vorm en/of functies toe op een gebouw.

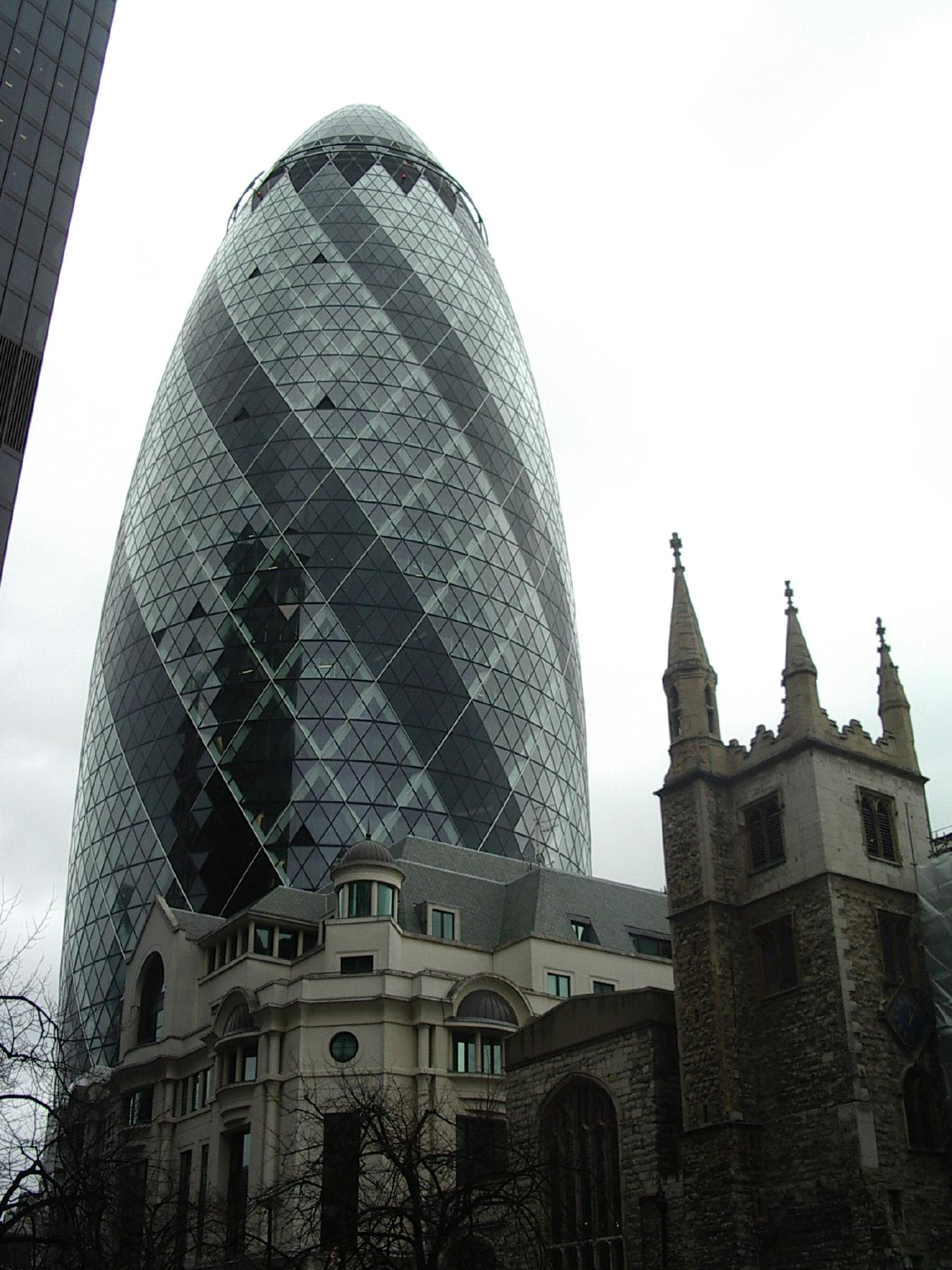
30 St Mary Axe (Gherkin Tower)

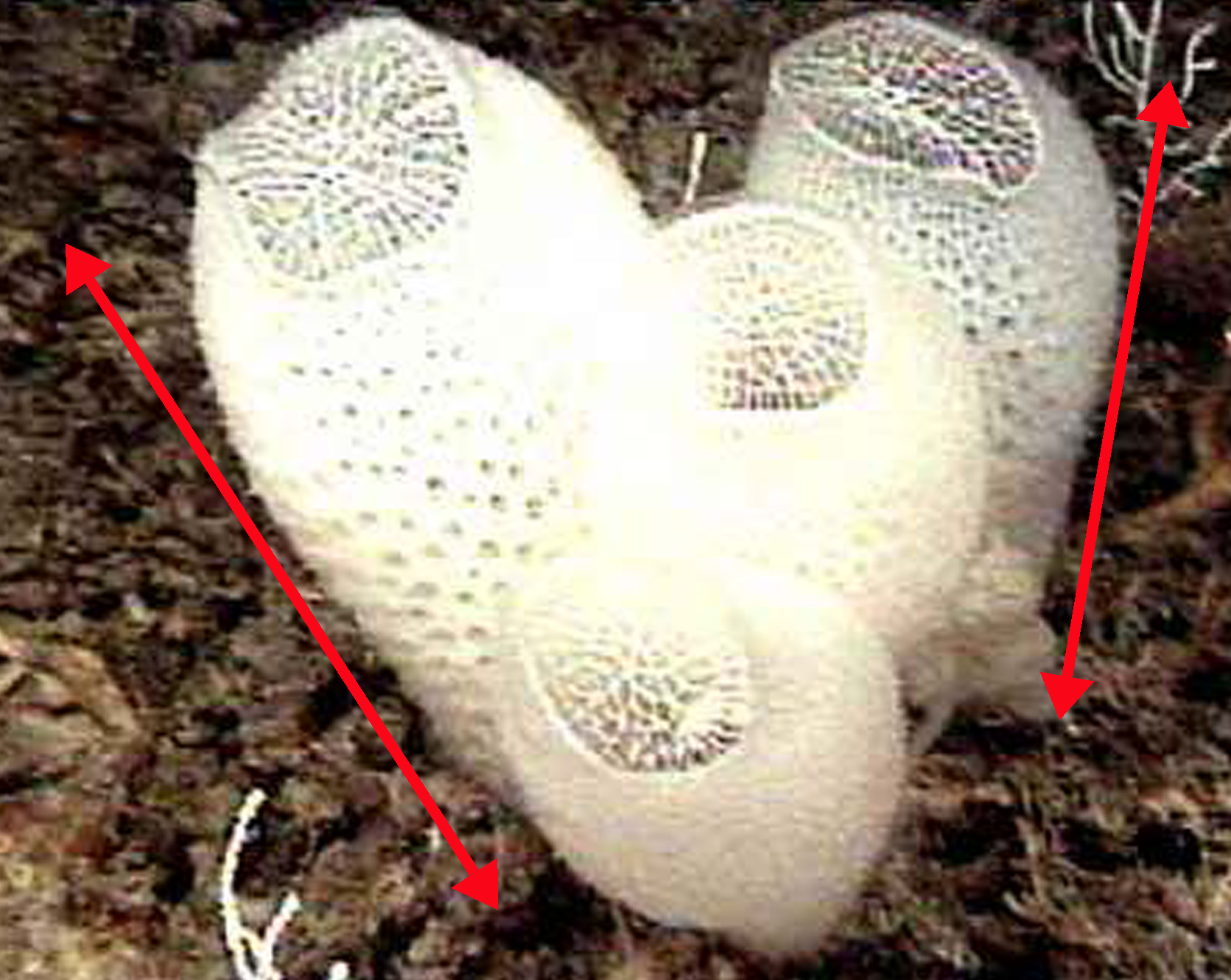
Venus bloemenmand (met sponslabel)

Norman Foster's Gherkin Tower (2003) heeft een zeshoekige huid geïnspireerd op het venusmandje. Deze spons bevindt zich in een onderwateromgeving met sterke waterstromingen. Zijn roosterachtige exoskelet en ronde vorm helpen de spanningen op het organisme te verspreiden.
Het Eden Project (2001) is een verzameling kunstmatige biomen, met koepels gemodelleerd naar zeepbellen en stuifmeelkorrels. Grimshaw Architects keek naar de natuur om een effectieve bolvorm te bouwen. De resulterende geodetische zeshoekige bellen, opgeblazen met lucht, zijn gemaakt van ETFE, een materiaal dat zowel licht als sterk is. De uiteindelijke bovenbouw weegt minder dan de lucht die erin zit.

### Gedragsniveau
Op gedragsniveau bootst het gebouw de interactie van het organisme met zijn omgeving na om een structuur te bouwen, die ook zonder weerstand in de omringende omgeving kan passen.

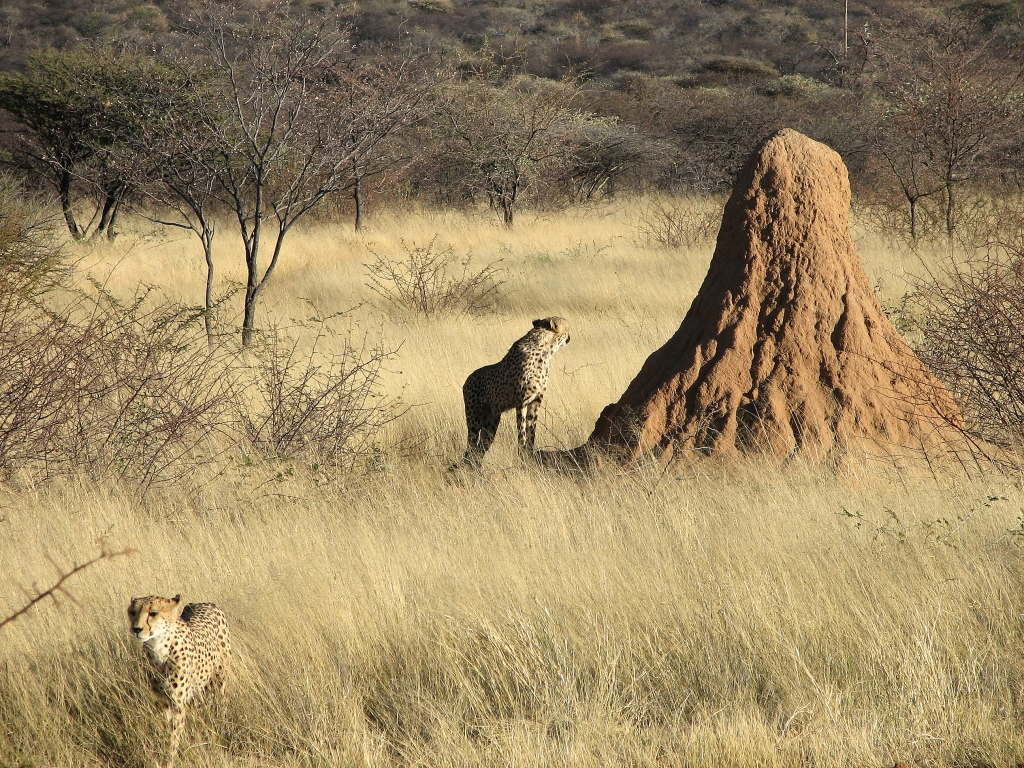
Termietenheuvels Namibië

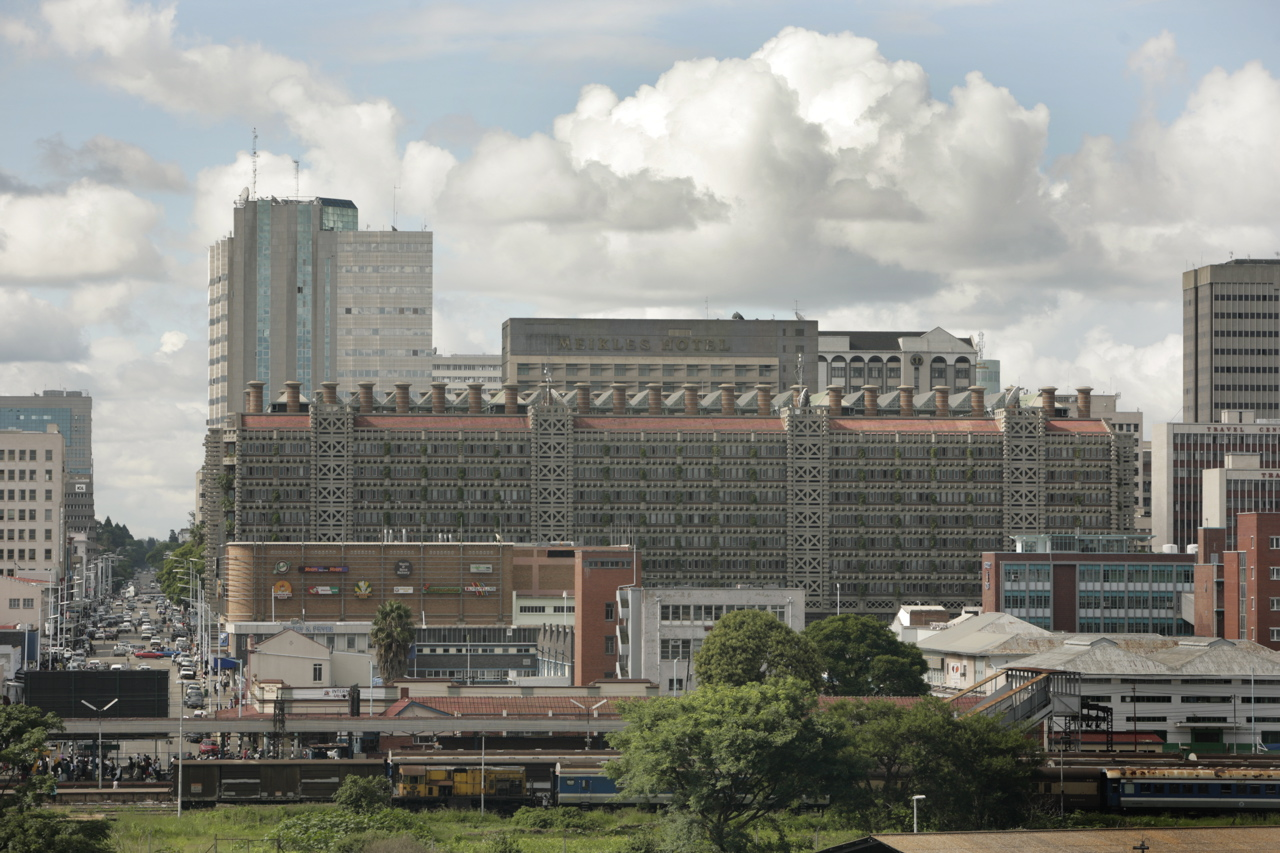
Eastgate Centrum, Harare, Zimbabwe

Het Eastgate Center, ontworpen door Mick Pearce in samenwerking met ingenieurs van Arup Associates, is een groot kantoren- en winkelcomplex in Harare, Zimbabwe. Om de potentiële kosten voor het reguleren van de binnentemperatuur van het gebouw te minimaliseren, keek Pearce naar de zelfkoelende heuvels van Afrikaanse termieten. Het gebouw heeft geen airconditioning of verwarming, maar regelt de temperatuur met een passief koelsysteem dat geïnspireerd is op de zelfkoelende heuvels van Afrikaanse termieten. De structuur hoeft er echter niet uit te zien als een termietenheuvel om zo te functioneren. In plaats daarvan is het esthetisch geïnspireerd op het inheemse Zimbabwaanse metselwerk.

### Ecosysteemniveau
Voortbouwen op het ecosysteemniveau impliceert het nabootsen van de manier waarop de omgevingen en veel componenten samenwerken. Dit  is meestal op stedelijke schaal, of het gaat om een groter project met meerdere elementen, in plaats van één structuur.
Het Cardboard to Caviar Project is een cyclisch gesloten systeem dat afval als voedingsstof gebruikt. Het project betaalt restaurants voor hun karton, versnippert het en verkoopt het aan maneges voor paardenstrooisel. Vervolgens wordt het vervuilde strooisel gekocht en in een composteersysteem geplaatst, wat veel wormen produceert. De wormen worden gevoerd aan kaviaar, waaruit kaviaar voortkomt, die weer aan de restaurants wordt verkocht. Dit idee van afval voor de één als voedingsstof voor de ander heeft het potentieel om naar hele steden te worden vertaald.
Het Sahara Forest Project, ontworpen door de firma Exploration Architecture, is een kas die uitsluitend van zonne-energie afhankelijk wil zijn, om zo als een afvalvrij systeem te kunnen functioneren. Het project bevindt zich op ecosysteemniveau omdat de vele componenten ervan samenwerken in een cyclisch systeem. Nadat ontdekt werd dat de woestijnen vroeger bedekt waren met bossen, besloot Exploration in te grijpen bij de bos- en woestijngrenzen, om woestijnvorming tegen te gaan. Het project bootst de Namibische woestijnkever na om de klimaatverandering in een dorre omgeving te bestrijden. Het is gebaseerd op vermogen van deze kever om zijn lichaamstemperatuur zelf te reguleren. Overdag slaat deze warmte op en vangt het waterdruppels op, die zich op zijn vleugels vormen. De kasstructuur maakt gebruik van zout water om te zorgen voor verdampingskoeling en bevochtiging. De verdampte lucht condenseert tot zoet water, waardoor de kas tijdens de nacht verwarmd blijft. Dit systeem produceert meer water dan de kamerplanten nodig hebben, zodat het overtollige water wordt uitgestoten, zodat de omringende planten kunnen groeien. Zonne-energiecentrales werken vanuit het idee dat symbiotische relaties belangrijk zijn in de natuur, waarbij ze zon opvangen en tegelijkertijd schaduw bieden aan planten om te groeien. Het project bevindt zich momenteel in de pilotfase.

## Kritiek
Biomimetica is bekritiseerd omdat het de mens van de natuur distantieert door de twee termen als afzonderlijk en verschillend van elkaar te definiëren. De noodzaak om de mens te categoriseren als onderscheidend van de natuur houdt de traditionele definitie van natuur in stand, namelijk dat het die dingen of systemen zijn die onafhankelijk van de menselijke intentie tot stand komen. Joe Kaplinsky betoogt verder dat biomimetica, door zich te baseren op het ontwerp van de natuur, het risico loopt de superioriteit van door de natuur gegeven oplossingen boven de door de mens gemaakte oplossingen te veronderstellen. Hij stelt dat de evolutie binnen de mensheid eerder cultureel gebaseerd is op technologische innovaties dan op ecologische evolutie. Architecten en ingenieurs baseren hun ontwerpen echter niet strikt op de natuur, maar gebruiken slechts delen ervan als inspiratie voor architectonische oplossingen. Omdat het eindproduct feitelijk een samensmelting is van natuurlijk ontwerp met menselijke innovatie, kan biomimetica feitelijk worden gelezen als het in harmonie brengen van mens en natuur met elkaar.